# 日本少年

北大路魯山人の揮毫によるロゴ

『日本少年』（にほんしょうねん）は、1906年（明治39年）に実業之日本社が創刊し、1938年（昭和13年）まで、約420冊刊行された月刊少年雑誌である。後発の『少年倶楽部』とは異なり、編集者も小説を書いていた。編集者兼作家に浅原六朗、渋沢青花がいる。

## 概要
横溝正史は少年時代に愛読し、読者欄に「横溝葭秋」のペンネームで作文「宿題を怠った日」（大正5年4月号　選外佳作）を投稿した。
1921年当時、『日本少年』は発行部数約20万部で、少年雑誌としては最大手であった。その人気には挿絵画家の高畠華宵も大きく寄与していた。高畠と池田芙蓉の『馬賊の唄』の連載時が本誌の最盛期であった。
一方、大日本雄弁会講談社の『少年倶楽部』は1921年当時発行部数2万8千部に過ぎず、しかも、1925年に高畠華宵への稿料引き下げを申し入れて寄稿を拒否される窮地に陥った。だが『少年倶楽部』は読み物で読者を増やす方針に転じ、さらに漫画『のらくろ』の連載、工作附録や編集部紹介記事掲載、読者投稿欄の刷新といった新機軸を次々に取り入れて人気雑誌に成長し、本誌はその影響で凋落した。
最終号（昭和13年10月号）の連載の末尾には「次号に続く」とあり、急な廃刊決定をうかがわせる記述となっている。

## 主な記事と掲載年月

### 長編小説
- 池田芙蓉作：『馬賊の唄』（1925.? - 1930.?）
- 大下宇陀児作：『黒星章』（1930.10 - ?）　改稿のうえ『黒星団の秘密』の題で単行本化

## 派生作品
ミュージシャンのあがた森魚が1976年にフィリップス（現在は徳間ジャパンから配給）から発表したアルバム『日本少年』（ヂパング・ボーイ）は「少年倶楽部」などの1930年代日本の少年雑誌の世界観を取り入れたコンセプト・アルバムで、ジャケットも本誌のアートワークを流用している。